# Braunsia bicolor
Braunsia bicolor är en stekelart som först beskrevs av Brulle 1846.  Braunsia bicolor ingår i släktet Braunsia och familjen bracksteklar. Inga underarter finns listade.